# Mouhamadou Kandji
Pour les articles homonymes, voir Kandji.
Le général de division Elhadji Mouhamadou Kandji, né le 29 décembre 1950, est l'actuel chef de la Mission des Nations unies en République centrafricaine et au Tchad (Minurcat) et ancien commandant adjoint de la force de l'opération des Nations unies en Côte d'Ivoire (ONUCI).

## Formation
En 1972, il sort major de sa promotion de l'Académie Royale Militaire de Meknès au Maroc.
Il est breveté de l’École supérieure de guerre française.
Le général Kandji parle couramment l'anglais, le français et l'arabe.

## Carrière
En 1974, il est chef de section au Sinaï
En 1981, il est officier d'État-major au Sud-Liban
En 1994, il est observateur militaire au Koweït
Il est chef de cabinet du Chef d'état-major général des armées le général Mouhamadou Lamine Keita.
Adjoint Armes de l'Inspecteur Général des Forces Armées (Sénégal)
Commandant de la zone militaire numéro 2 Saint Louis
Chef de cabinet du ministre des Forces armées
Il est attaché militaire au Royaume d'Arabie saoudite.
De 2003 à 2006, il est conseiller militaire adjoint au Département des Opérations de Maintien de la Paix à New York.
Il est commandant adjoint de la Force de l’Opération des Nations unies en Côte d'Ivoire (ONUCI) dirigé par le général béninois Fernand Marcel Amoussou.
Depuis février 2009, il est le chef de la Mission des Nations unies en République centrafricaine et au Tchad (Minurcat) sur proposition du secrétaire général de l’Organisation des Nations unies (Onu), M. Ban Ki-Moon et après approbation du conseil de sécurité
Il est aussi membre de l'International Peace Academy depuis 2004. Il est l'auteur de deux livres : La Saga des premiers Casques bleus sénégalais au Congo en 1960 et L'Afrique face à l'Europe de 1993 : Interrogations et défis.

## Décorations
Tout au long de sa carrière, le Général Kandji a reçu plusieurs décorations. Il est ainsi:
- Officier de l'Ordre National du Lion
- Commandeur de l'Ordre du Mérite
- Porteur de trois Croix de la Valeur Militaire
- Chevalier de la Légion d'honneur française
- Chevalier de l'Ordre d'Orange-Nassau des Pays-Bas
- La médaille de l'ONU " Au Service de la Paix " lui a été décerné quatre fois
- Médaille commémorative de la Guerre du Golfe.

## Famille
Il est marié et père de six enfants.